# Língua zoró
Zoró é uma língua da família Mondé, do tronco tupi, falada pelos Zorós.